# Ariadnaria
Ariadnaria là một chi ốc biển nhỏ, là động vật thân mềm chân bụng sống ở biển trong họ Capulidae.

## Các loài
Các loài trong chi Ariadnaria gồm có:
- Ariadnaria alexandrae Egorov & Alexeyev, 1998[2]